# Ircu
ircu ist ein freier IRC-Daemon. Er wird zum Beispiel von Undernet genutzt.
ircu ist einer der wenigen Servern, die auf irc2.7 des originalen IRCds basieren.
Zu Zeiten der irc2.8-Codebase wurde die Software mehrmals abgespalten. ircu wurde ein „TS“ beziehungsweise „time stamping“ (deutsch: Zeitstempel) hinzugefügt – dies geschah in verschiedenen Varianten, um die beste Möglichkeit zu finden. Spätere Versionen besitzen das Protokoll P10.
Einige andere IRC-Daemons wurden von ircu abgeleitet, wie zum Beispiel Nefarious, DreamForge (früher von DALnet genutzt), UnrealIRCd, Asuka, snircd (genutzt von QuakeNet).